# David Motiuk
David Motiuk (ur. 13 stycznia 1962 w Vegreville) – kanadyjski duchowny greckokatolicki obrządku bizantyjsko-ukraińskiego, od 2007 biskup eparchialny Edmonton.

## Życiorys
Święcenia kapłańskie otrzymał 21 sierpnia 1988 i został inkardynowany do eparchii Edmonton. Był m.in. kanclerzem i wikariuszem sądowym (1989-1993) i rektorem ukraińskiego seminarium w Ottawie (1997-2001).
5 kwietnia 2002 został mianowany eparchą pomocniczym archieparchii Winnipeg i biskupem tytularnym Mathara in Numidia. Chirotonii biskupiej udzielił mu 11 czerwca tegoż roku kard. Lubomyr Huzar. Po chirotonii objął urząd protosyncela.
25 stycznia 2007 został prekonizowany eparchą Edmonton. 24 marca 2007 objął kanonicznie urząd.